# Castillo de Nisa
El Castillo de Nisa, en el Alentejo, está situado en la parroquia de  Nossa Senhora da Graça, pueblo y municipio de Nisa, distrito de  Portalegre, en Portugal.

## Historia

### Antecedentes
Nisa sucedió, a finales del siglo XIII, a la llamada Nisa-a-Velha, en el noreste de la actual, en la elevación donde se encuentra actualmente la Capela de Nossa Senhora da Graça, y cuya primitiva ocupación humana se remonta a los pueblos prerromanos.
En Nisa-a-Velha existía un antiguo castillo, que presumiblemente se remontaba a la época de la Reconquista Cristiana de la península ibérica, cuando el pueblo recibió una carta de fletamento algún tiempo antes de 1232, ya que este año, Sancho II (1223-1248), al otorgar la carta de fletamento al pueblo de Crato se refiere: Damus vobis populatoribus tam presentibus quan futuris foros et costumes de Nisa.
Cuando Afonso III de Portugal (1248-1279), disputando los títulos de su hermano mayor,  Don Dinis (1279-1325), inició el fortalecimiento de las fortificaciones de sus dominios en el Castelo de Vide (1280), contra la voluntad del soberano. D. Afonso insistió, solicitando la ayuda de las gentes de los pueblos de la comarca, entre ellos los de Nisa, que se excusaron, cumpliendo la voluntad de Don Dinis. Como represalia, las fuerzas de D. Afonso invadieron el pueblo que se negó a apoyarlo, incendiando y saqueando las casas, destruyendo el castillo y matando a muchos habitantes.

### El castillo medieval
Cuando se resolvió la crisis de la sucesión, en vista de las ruinas de la aldea, D. Dinis, en una muestra de agradecimiento a sus fieles habitantes, decidió reconstruir la aldea en un lugar cercano, transfiriendo allí el nombre y la categoría municipal (1290). Con el paso de los siglos, se estableció la toponimia Nisa en contraposición a Nisa-a-Velha. El pueblo y su castillo fueron construidos por los  Caballeros de la Orden de los Templarios, bajo la dirección de su Maestro de la época, D. Lourenço Martins. Las obras se terminaron seis años después (1296). Con la extinción de la Orden, sus dominios pasaron a la Orden de Cristo (1319).
Su hijo y sucesor, D. Afonso IV (1325-1347), ordenó a las aldeas de Castelo Branco y Nisa que levantaran nuevas murallas, y las obras se financiaron con el producto del salami de los cereales, vinos, carne, restos de los fondos de los hospitales y gafarias y de los restos de los testamentos, todos de la Orden, hasta la cantidad de 600 libras. A partir de 1343, comenzó la ciudad de Nisa.
Durante la crisis de 1383-1385, la ciudad y su castillo fueron de los primeros en apoyar el partido del Maestro de Avis, por lo que el soberano le concedió el título de Notable.
A principios del siglo XVI, bajo el reinado de D. Manuel I (1495-1521), su conjunto defensivo se describe con detalle en un término que hace referencia a los bienes de la Comenda de Nisa, fechado en 1505, sensiblemente el mismo retratado por Duarte de Armas (Libro de las Fortalezas, c. 1509). En este período, el pueblo recibió el Novo Foral aprobado por el soberano (1512), actualmente en los archivos del Ayuntamiento.
En la época de la dinastía filipina, Felipe II de Portugal (1598-1621) confirmó el título de Notable a la aldea.

### Desde elsigloXVIIIhasta el día de hoy
Durante la guerra de sucesión española, la ciudad fue ocupada durante unos días por las tropas españolas (junio de 1704), que causaron daños a sus defensas. Posteriormente, el desarrollo urbano también cobró su precio, de modo que una encuesta de 1827 ya apunta a la ruina de las defensas.
Las ruinas del castillo fueron clasificadas como Monumento Nacional por Decreto publicado el 4 de julio de 1922.

## Características
Poco queda del conjunto defensivo del siglo XVI, consistente en una extensa muralla de granito reforzada por torres, dominada por la Torre del Homenaje, con una barbacana. Actualmente nos quedan algunos tramos de las viejas paredes, donde se abren dos de las seis puertas primitivas: la puerta del pueblo, arqueada, flanqueada por dos torres amenazadas; y la Porta de Montalvão, en arco apuntado, junto a otra torre.